# Король Литвы
Король Литвы (лат. Rex Lituinorum «король литвинов») — одно из старых названий великих князей литовских в русском языке, встречается в частности в старинных русских былинах («Былина о Дунае Ивановиче, Добрыне и Владимире Красно Солнышко»), а также официальный титул правителя Литвы, утверждённый папой римским.
В Средневековье двое великих князей литовских — Миндовг (в 1253 году) и Витовт (в 1429 году) — получали титул короля Литвы; однако Витовт умер уже в следующем году, так и не дождавшись коронации.
В 1918 году немецкий дворянин Вильгельм фон Урах был провозглашён королём Миндовгом II, но и он также не был коронован  — уже через несколько месяцев монархия была упразднена.

## Миндовг
Папа римский Иннокентий IV, пытаясь объединить христиан в единую антимонгольскую коалицию и питая в связи с этим интерес к странам Восточной Европы, дал великому князю Литвы Миндовгу титул короля Литвы, и в 1253 году первый официальный Кульмский епископ Хейденрик (Генрих) провёл коронацию.
Перед своею гибелью (1263 год)  Миндовг I вернулся к язычеству, что лишало его права считаться христианским монархом — и Литва, согласно тогдашним западноевропейским законодательным нормам, формально утратила статус королевства. Это, однако, не мешало великим князьям литовским и дальше часто именовать себя на латыни «rex» («король»); называли их королями и в русских былинах.

## Витовт
В 1429 году во время Конгресса европейских монархов в Луцке Король Германии (он же римский король) поднял вопрос о том, чтобы дать великим князьям Литвы королевский титул. Несмотря на противодействие Польши, в 1430 году король Сигизмунд провозгласил Витовта королем Литовского королевства. Но коронация не состоялась 29 сентября 1430 года из-за перехвата польской шляхтой посланников Сигизмунда и похищения освященной в Германии короны. 27 октября 1430 года Витовт умер, так и не дождавшись коронации.

## Польский период
После подписания Люблинской унии в 1569 году было создано польско-литовское государство Речь Посполитая. За 226 лет существования этого государства было короновано 16 монархов, которые носили титул короля польского и великого князя литовского.

## Новейшее время
Третьим и последним королём Литвы был провозглашён 11 июля 1918 года немецкий дворянин Вильгельм фон Урах как король Миндовг II, но так и не был коронован. 2 ноября того же 1918 года Тариба упразднила в Литве монархию, провозгласив Литовскую республику.

### Титулярные короли Литвы
Несмотря на то, что Литовское королевство было преобразовано в Литовскую республику, герцог Вильгельм фон Урах сохранил у себя титул «короля Литвы» и затем передал его потомкам. Этот титул стал частью титула последующих герцогов фон Урах, представителях Урахской линии королевской династии Вюртемберг.

#### Список титулярных королей Литвы
- Вильгельм II фон Урах (Миндовг, 1864—1928) — второй герцог (1869—1928). Король Литвы (11 июля—2 ноября 1918 года). Первый титулярный король Литвы (1918—1928).
- Карл Альбрехт Джозеф Вильгельм Антон Мария-Ура (Карл I, 1899—1981) третий герцог фон Урах, второй титулярный король Литвы (1928—1981).
- Карл Ансельм Франс Джозеф Вильгельм Людвиг Филип Геро Мария фон Урах (Карл II, родился в 1955 году) — четвёртый герцог фон Урах, третий титулярный король Литвы (1981—1991).
- Вильгельм Альберт Рафаэль Мария фон Урах (родился в 1957 году) — пятый герцог фон Урах (с 1991 года), один из претендентов на титул короля Литвы.
- Эбергард Фридрих Иниго фон Урах в (родился в 1957 году) — один из претендентов на звание короля Литвы[5][6].